# Starfighter Pilot
Starfighter Pilot – debiutancki minialbum zespołu Snow Patrol. wydany w 1997 roku przez wytwórnię Electric Honey. EP zostało wydane jeszcze za czasów, gdy zespół nazywał się Polar Bear (lub Polarbear). Tytułowa piosenka znalazła się później także na pierwszym albumie formacji, Songs for Polarbears oraz na singlu "Starfighter Pilot Remixes".

## Lista utworów
1. "Starfighter Pilot"
2. "Holy Cow"
3. "Safety"